# افکاری
افکاری می‌تواند یکی از موارد زیر باشد:
- نوید افکاری، (۱۳۷۲ – ۱۳۹۹) کشتی گیر ایرانی
- حبیب افکاری، (۱۳۷۰) جوشکار و زندانی اعتراضات مرداد ۱۳۹۷
- وحید افکاری، (۱۳۶۴) گچ کار و زندانی اعتراضات مرداد ۱۳۹۷
- پردیس افکاری، (۱۳۴۷) بازیگر ایرانی
- علیرضا افکاری، (۱۳۵۶) نوازنده، آهنگساز و تنظیم کننده ایرانی